# 1995 في المملكة المتحدة
فيما يلي قوائم الأحداث التي وقعت خلال عام 1995 في المملكة المتحدة.

## سياسة

### تعيين في المنصب
- 1 يناير – بيليه Minister for Sport and Civil Society [الإنجليزية]‏.
- 5 يوليو – ويليام هيغ Secretary of State for Wales [الإنجليزية]‏.
- 8 سبتمبر – دافيد تريمبل زعيم حزب ألستر الوحدوي ‏.

## رياضة
- 1 يناير – بطولة العالم للعدو الريفي 1995
- 1 يناير – بطولة ويمبلدون 1995
- 16 يوليو – جائزة بريطانيا الكبرى 1995 الفائز جوني هربرت.

## ظهور
- 1 يناير – بوست-غرنج
- 1 يناير – ديث ميتال
- 1 يناير – قمة البوب

## أفلام
من الأفلام التي صدرت هذه السنة في المملكة المتحدة:
- 1 يناير – أكاذيب بريئة من إخراج Patrick Dewolf  [لغات أخرى]‏.
- 1 يناير – الاستعادة من إخراج مايكل هوفمان.
- 1 يناير – العقل والعاطفة من إخراج أنغ لي.
- 1 يناير – كسوف كلي من إخراج آقنييسكا هولاند.
- 1 يناير – مئة ليلة وليلة من إخراج آغنيس فاردا.
- 16 يونيو – باتمان للأبد من إخراج جويل شوماخر.
- 17 نوفمبر – العين الذهبية من إخراج مارتن كامبل.

## برامج ومسلسلات وأنمي
- بينغو

## موسيقى

### أغاني
من الأغاني التي صدرت هذه السنة في المملكة المتحدة:
- 6 يونيو – هيومان ناتشر من غناء مادونا.

## كتب
من الكتب التي صدرت هذه السنة في المملكة المتحدة:
- 1 يناير – العظمة من تأليف كريستوفر بريست.

## مواليد

### يناير
- 5 يناير – توم يوحنا لاعب كرة قدم ويلزي.
- 7 يناير – شاي فيسي لاعب كرة قدم إنجليزي.
- 13 يناير – إيروس فلاهوس
- 20 يناير – سام نيكولسون لاعب كرة قدم اسكتلندي.
- 20 يناير – كالوم تشامبيرس لاعب كرة قدم إنجليزي.
- 21 يناير – لوك بامبريدجي لاعب كرة مضرب من المملكة المتحدة.
- 23 يناير – هولي كيني ممثلة من المملكة المتحدة.
- 31 يناير – جاك روز لاعب كرة قدم إنجليزي.

### فبراير
- 7 فبراير – توم غلين كارني
- 16 فبراير – كاتي دان لاعبة كرة مضرب بريطانية.
- 18 فبراير – روزي تايلور ريتسون ممثلة بريطانية.

### أبريل
- 7 أبريل – ويل هيوز لاعب كرة قدم إنجليزي.
- 25 أبريل – لويس باركر لاعب كرة قدم إنجليزي.
- 27 أبريل – بادي ماكنير لاعب كرة قدم بريطاني.

### مايو
- 24 مايو – يوزف فينزل أمير ليختنشتاين

### يوليو
- 9 يوليو – جورجي هينلي
- 12 يوليو – لوك شاو لاعب كرة قدم إنجليزي.

### أغسطس
- 5 أغسطس – سكوت ديفيز درّاج طريق من المملكة المتحدة.
- 22 أغسطس – دوا ليبا مغنية ومؤلفة بريطانية.

### سبتمبر
- 7 سبتمبر – جورج وليامس لاعب كرة قدم ويلزي.
- 10 سبتمبر – جاك غريليش لاعب كرة قدم إنجليزي.
- 13 سبتمبر – بيلي كارجيل لاعب كرة قدم إنجليزي.
- 13 سبتمبر – روبي كاي ممثل بريطاني.
- 20 سبتمبر – روب هولدينغ لاعب كرة قدم بريطاني.
- 22 سبتمبر – دومينيك سميث لاعب كرة قدم إنجليزي.

### أكتوبر
- 7 أكتوبر – لويد جونز لاعب كرة قدم إنجليزي.
- 9 أكتوبر – كوبا أكبوم لاعب كرة قدم بريطاني.

### نوفمبر
- 6 نوفمبر – جوردن وليامز لاعب كرة قدم ويلزي.

### ديسمبر
- 1 ديسمبر – جيمس ويلسون لاعب كرة قدم إنجليزي.
- 8 ديسمبر – جوردون آيب لاعب كرة قدم إنجليزي.

## وفيات

### يناير
- 1 يناير – يان بفنغتون جيليت (مواليد 1911) عالم نبات بريطاني.
- 7 يناير – هاري غولومبيك (مواليد 1911)
- 9 يناير – بيتر كوك (مواليد 1937) ممثل بريطاني.
- 26 يناير – فيك بوكنغهام (مواليد 1915) لاعب ومدرب كرة قدم إنجليزي.
- 30 يناير – جيرالد دوريل، عالم طبيعة بريطاني.

### فبراير
- 2 فبراير – دونالد بليزانس (مواليد 1919) ممثل بريطاني.
- 2 فبراير – فريد بيري (مواليد 1909)
- 5 فبراير – جيمي ألين (مواليد 1909)

### مارس
- 24 مارس – جوزيف نيدام (مواليد 1900)

### مايو
- 20 مايو – ليزلي سميث (مواليد 1918) لاعب كرة قدم إنجليزي.
- 24 مايو – هارولد ويلسون (مواليد 1916)
- 30 مايو – تيد دريك (مواليد 1912) لاعب ومدرب كرة قدم إنجليزي.

### يوليو
- 24 يوليو – جيري لوردان (مواليد 1934)

### أغسطس
- 3 أغسطس – إيدا لوبينو (مواليد 1918)
- 21 أغسطس – مايكل شيبرد (مواليد 1923)

### سبتمبر
- 12 سبتمبر – جيرمي بريت (مواليد 1933) ممثل إنجليزي.
- 25 سبتمبر – ديف بوين (مواليد 1928) لاعب كرة قدم ويلزي.
- 29 سبتمبر – ألفريد فيليكس لندن بيستون (مواليد 1911) أمين مكتبة من المملكة المتحدة.

### أكتوبر
- 9 أكتوبر – أليك دوغلاس هيوم (مواليد 1903)
- 22 أكتوبر – كينجسلي أميس (مواليد 1922)

### نوفمبر
- 20 نوفمبر – روبن غاندي (مواليد 1919)
- 21 نوفمبر – بيتر جرانت (مواليد 1935)

### ديسمبر
- 20 ديسمبر – ألان ماكينتوش (مواليد 1936) فيزيائي دنماركي.
- 22 ديسمبر – جيمس ميد (مواليد 1907) عالم اقتصاد بريطاني.